# Le Monestier-du-Percy
Le Monestier-du-Percy település Franciaországban, Isère megyében. Lakosainak száma 256 fő (2022. január 1.). Le Monestier-du-Percy Saint-Maurice-en-Trièves, Le Percy, Prébois és Châtillon-en-Diois községekkel határos.

## Népesség
A település népességének változása:
| Lakosok száma | 181  | 146  | 166  | 210  | 248  | 249  | 251  | 250  | 247  | 256  |
|               | 1968 | 1982 | 1990 | 2006 | 2013 | 2015 | 2017 | 2019 | 2020 | 2022 |